# San Joaquín (parroquia)

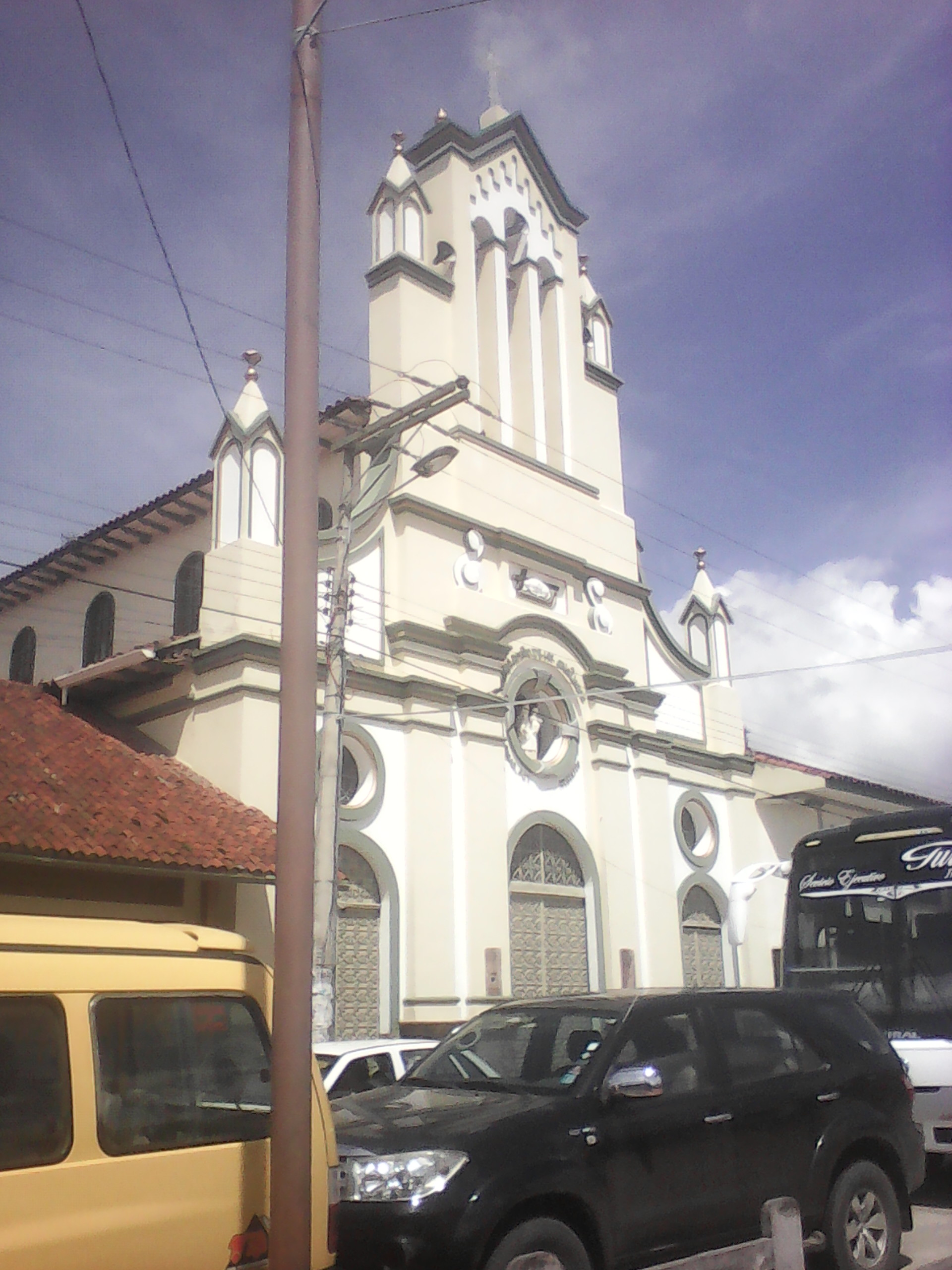
Iglesia de San Joaquin, Cuenca -- Ecuador

San Joaquín es una parroquia rural del cantón Cuenca, Ecuador. Esta parroquia se caracteriza por tener una amplia riqueza, cultura, tradicionales, un alto turismo, una excelente gastronomía, entre otras cosas. Además, la parroquia de San Joaquín está ubicada dentro de la zona Biósfera Macizo del Cajas, lo mismo que se ve reflejado en su alta diversidad en la ecología ambiental. Asimismo, una característica para resaltar de esta parroquia es su producción, pues se empeñan en realizar artesanías con paja toquilla y a los cultivos de una gran variedad de productos.

## Historia
La historia de San Joaquín remota desde el siglo XX, por el año de 1990, en ese entonces el territorio pertenecía a otras parroquias cercanas del lugar, como por ejemplo: Baños, Chaucha, Sayausí, San Sebastián, 
El 14 de marzo de 1893, fecha en la que llegan a la ciudad varios sacerdotes Salesianos, uno de ellos se llamaba Joaquín Spinelli, quien se encargó de predicar por todo el Sector Occidental de la ciudad Cuenca, en algunos textos se menciona que el nombre de San Joaquín es en honor al padre Joaquín Spinelli. 
Por el año de 1880, el señor Vicente Arriaga era propietario de territorios, que actualmente es el sector Soldados (enlace roto disponible en Internet Archive; véase el historial, la primera versión y la última)., el cual comprendía desde el sitio llamado el Capulí, en la parte baja, hasta Cuscungos en la parte alta. La familia empieza a tomar posesiones de los terrenos en el sector alto, y entre los años de 1910 y 1915  se empieza a construir las primeras casas, de lo que actualmente se conoce como Soldados (enlace roto disponible en Internet Archive; véase el historial, la primera versión y la última)..
En el año de 1902, se colocan los primeros cimientos de una capilla en la parroquia San Joaquín, terreno donado por el señor Guillermo Pillajo. En 1927, se inició la construcción del segundo templo en forma de cruz, edificación que fue realizada con la ayuda de los pobladores, a través de las típicas mingas integradas por toda la comunidad.
El señor Víctor Villacís, personaje importante dentro del surgimiento de la parroquia, ya que con su habilidad para la carpintería, construcción, apoyo directo en actos religiosos, acompañó en gran parte para la mejora y desarrollo de su pueblo.
Dentro del ámbito civil, la parroquia urbana Sucre Archivado el 3 de octubre de 2018 en Wayback Machine. por su gran extensión, abarcaba zonas muy distantes dentro del centro poblado, y una de esas zonas era San Joaquín, sin embargo sus habitantes tenían el anhelo de formar una organización social, la cual responda a su forma de vida. De esta manera, para mejorar la administración parroquial y además, se puso en evidencia la densidad geográfica, la cual era suficiente para poder ser una parroquia independiente, las autoridades civiles emiten una Ordenanza la cual crea la parroquia rural de San Joaquín en el Cantón Cuenca. Creación que fue realizada el 28 de diciembre de 1944 y su publicación se realiza en el Registro Oficial el 7 de febrero de 1945. Además, se le anexan territorios de la parroquia urbana San Sebastián y de las parroquias rurales Baños, Chaucha y Sayausí.
En la zona vivían pequeños caseríos conformados por familias, las cuales conjuntamente con los hacendados fueron los primeros habitantes en el territorio, que se encuentra asentada hoy la parroquia. Estas familias vivían por su cuenta cultivando productos tradicionales y criando animales.

## División Política

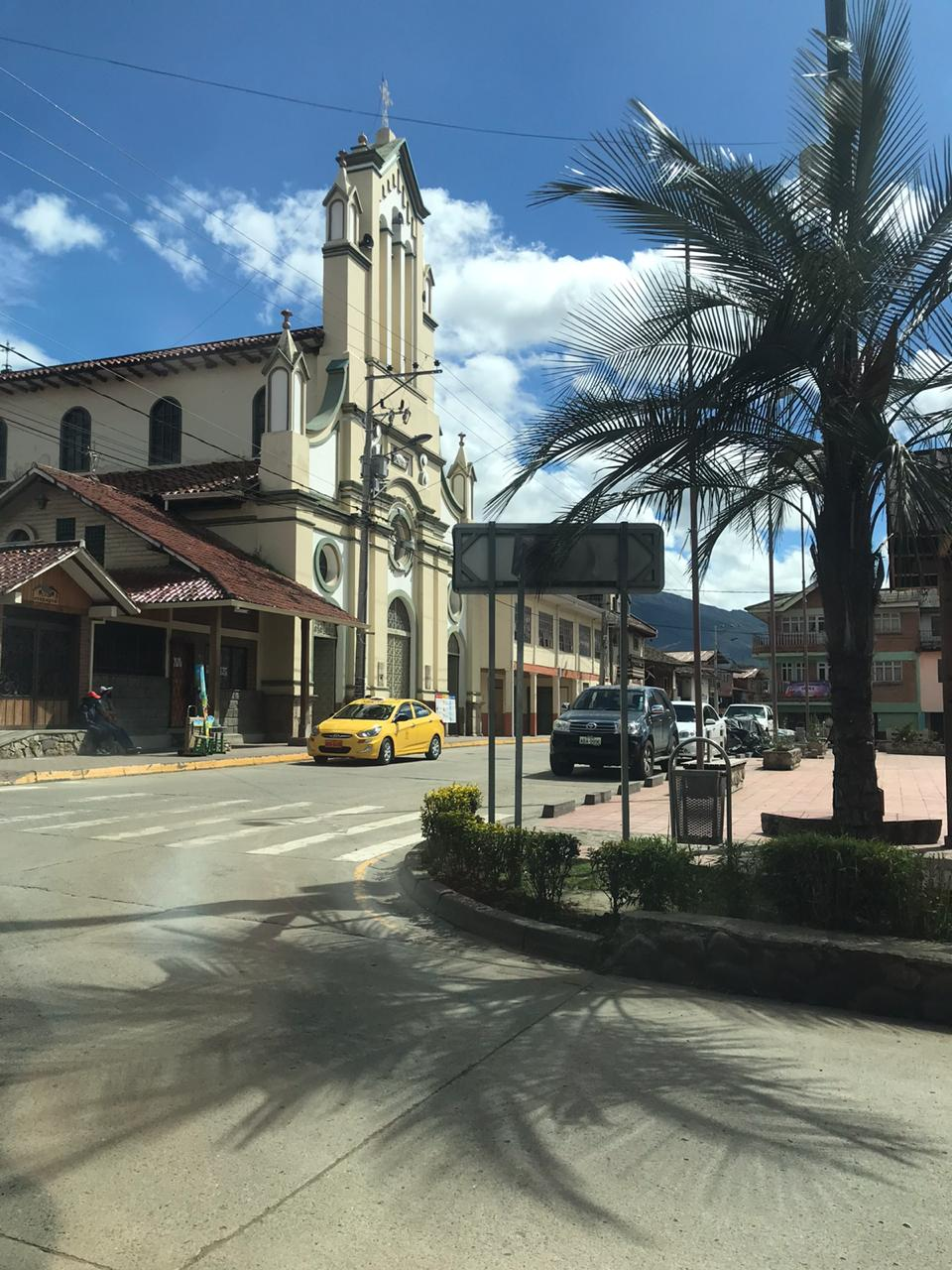
Iglesia de la parroquia San Joaquín. Cuenca-Ecuador

La parroquia San Joaquín es una parroquia rural del Cantón Cuenca, conformada por 24 comunidades y abarca una extensión aproximada de 21.007,61 has. Su centro parroquial abarca el 98.17 ha. Dentro de las 24 comunidades que conforman esta parroquia, la comunidad con mayor extensión es Soldados (enlace roto disponible en Internet Archive; véase el historial, la primera versión y la última). con 10.560,61 ha, lo mismo que representa el 50,27% del territorio parroquial. Por otro lado, la comunidad más pequeña es Cristo del Consuelo con 7,07 ha, lo cual representa el  0,03%.

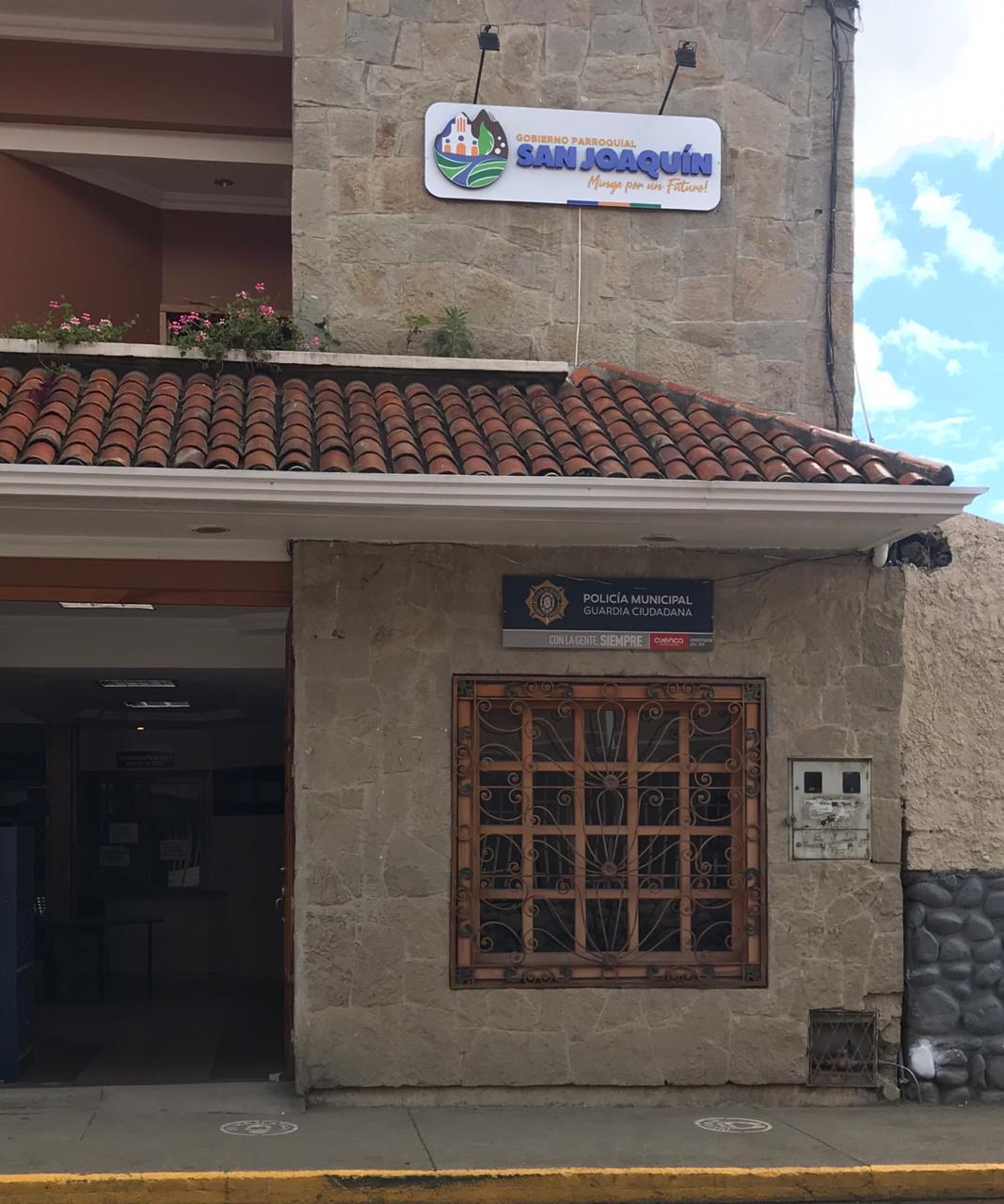
Gobierno Parroquial y Guardia Ciudadana- Parroquia San Joaquín. Cuenca- Ecuador

| Comunidades de San Joaquín | Comunidades de San Joaquín |
| -------------------------- | -------------------------- |
| 1. Balzay alto             | 13. Juan Pablo             |
| 2. Balzay bajo             | 14. La inmaculada          |
| 3. Barabon chico alto      | 15. Las Palmeras           |
| 4. Barabon chico bajo      | 16. Liguiña                |
| 5. Cañaro                  | 17. Medio Ejido            |
| 6. Centro parroquial       | 18. Pinchizana alto        |
| 7. Chacarrumi              | 19. Pinchizana bajo        |
| 8. Chugchuguzo             | 20. San José               |
| 9. Cristo del Consuelo     | 21. Santa Teresita         |
| 10. Cruz verde             | 22. Soldados               |
| 11. Florida                | 23. Sustag                 |
| 12. Francisco Xavier       | 24. Turupamba              |

## Estructura Poblacional
En el último censo poblacional que fue realizado en el año 2010, denota que la parroquia representa un 1,47% del Cantón Cuenca y al 1,4% a un nivel provincial. Siendo esta parroquia representante de un sector poblacional joven ya que el 63,9% de la población se encontraba por debajo de los 30 años de vida. Se evidencia que la población de mujeres en este sector específico supera al número poblacional de los hombres.

## Ubicación geográfica
San Joaquín se encuentra ubicado a 7 kilómetros al noroeste del Cantón Cuenca, provincia del Azuay. Tiene un relieve montañosos, el cual es característico de la región Interandina, además esta parroquia se encuentra ubicada a 5,2 km de la ciudad de Cuenca, a 15 minutos aproximadamente del centro histórico de la ciudad.
La parroquia limita al norte con la parroquia Sayausí, al sur con la parroquia Baños, al este con la ciudad de Cuenca, y al oeste con las parroquias de Chaucha y Molleturo. Su extensión territorial es de 189 km², convirtiéndola así en la sexta parroquia de mayor extensión, después de Molleturo, Sayausí, Chaucha, Baños y Victoria del Portete. Ocupa el 6,08% del territorio total del cantón y tiene un tamaño aproximadamente tres veces mayor que las parroquias urbanas, las que corresponden al 2,28% del territorio.
Una gran porción del territorio de San Joaquín se considera área protegida pues se impide realizar actividades agrícolas o productivas no autorizadas para resguardar las fuentes de agua tributarias del río Paute y la vegetación protectora de esta cuenca. El área total protegida suma 170 km², lo que significa 89,9% de la extensión total
del territorio que forma parte del parque nacional Cajas, del Bosque Protector de la cuenca alta del Río Paute, del Bosque Protector de Mazán y del Bosque Protector Molleturo – Mollepungo. Por esta razón, el área urbanizable y cultivable se sitúa en los márgenes de la parroquia.

### Clima
San Joaquín al estar asentada en la cordillera occidental  y en parte del llamado, valle de Cuenca, su clima tiende a variar banstande desde los 5° centígrados en las partes altas que son partes de la parroquia pertenecientes a lo que se denomina parque nacional Cajas, hasta los 13° centígrados en la sección asentada en el valle de Cuenca.  Estas variantes ubican a esta parroquia según la división de climas en Azuay, en un clima ecuatorial frío de altas montañas en zonas altas, donde su vegetación es de páramo, mientras que por el otro lado está el clima ecuatorial mesotérmico semi-húmedo a húmedo se que ubica en la zona baja.  No existe un clima exacto dentro de esta zona. De la misma manera, como su clima, la precipitación oscila entre los 500 y 2000mm anuales ya que hay lluvias orográficas gracias a su ubicación.  Entre las distinciones de los meses del año, en noviembre se han registrado los periodos más calurosos, mientras que en el mes de abril los periodos más lluviosos.

### Hidrografía
San Joaquín esta circunscrita a la subcuenca del río Paute. Los ríos principales que atraviesan la parroquia son el río Tomebamba al norte y el río Yanuncay al sur. Sus afluentes centrales son el río Soldados y la Quebrada Ishcayrrumi.

## Economía

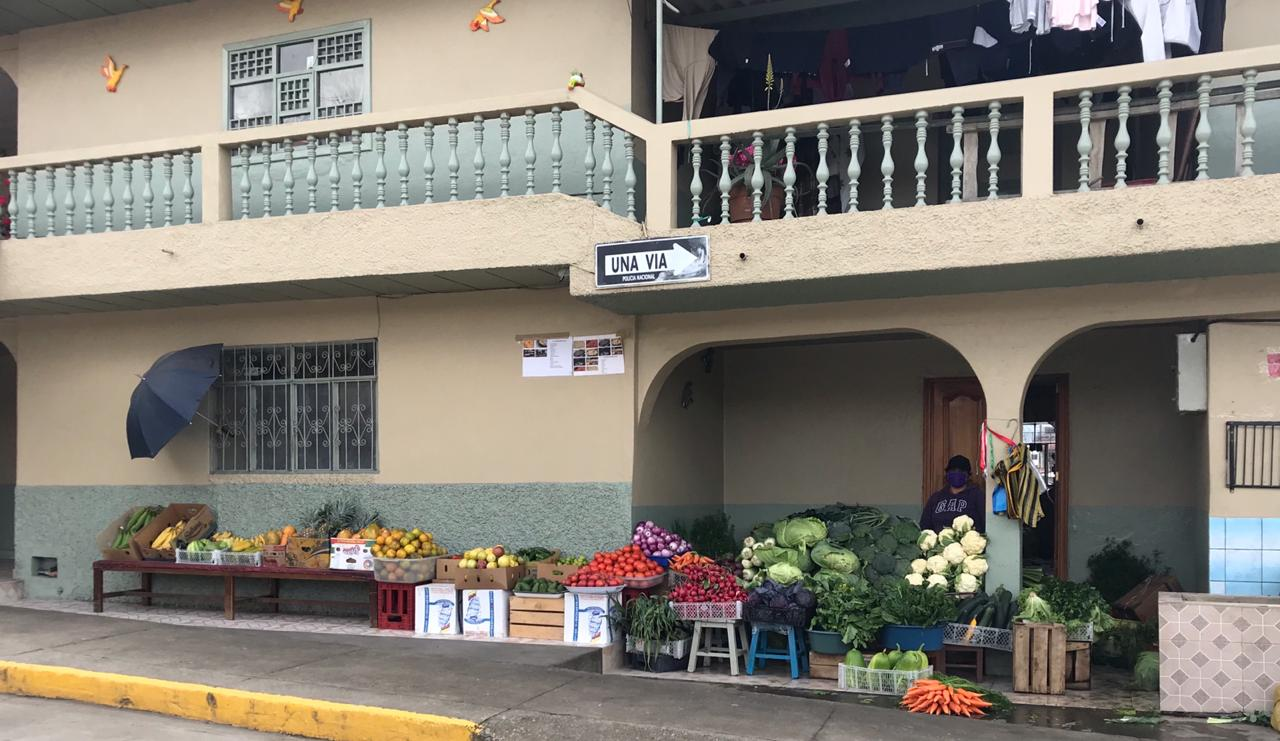
Venta de frutas en San Joaquín, durante pandemia COVID-19

Uno de los sectores de la economía de esta parroquia esta enfocada en el sector primario, mismo que aborda las actividades económicas que están vinculadas con los recursos naturales y los productos primarios no elabroados que se pueden resumir en:   minería, ganadería, silvicultura, entre otros.
Uno de los oficios culturales que a la vez influyen en la economía de la parroquia, de mayor antigüedad y que se enseñan a las nuevas generaciones son las artesanías las cuales son tejidas en fibras vegetales tales como el Zuro  y la Duda , elementos que con las manos extremadamente hábiles de los artesanos hacen, confeccionan y venden productos como canastas, pañaleras,carteras,recuerdos, abanicos, adornos y muchos más productos que hacen que la imaginación del artesano más la necesidad del cliente se juntan para elaborar artesanías de gran valor y que se vendan por todos los alrededores de la zona.
A lo largo de la historia estos hábiles artesanos aprendieron del empleo de cestería  y más manualidades desde muy peuqeños, habiendo sido instruidos en el mismo por sus padres, abuelos u otros familiares, esto lo hace parte de su cultura. Hace varios años las ventas eran muy elevadas y al mismo tiempo los ingresos que las mismas generaban, lamentablemente ahora ese trabajo no es tan valorado, pues toma bastante tiempo realizar una de las manualidades/ artesanías y su competencia ha incrementado también pues compiten con materiales modernos.
Los habitantes de esta parroquia reciben abiertamente a los turistas, por lo general, se llevan una muestra de las artesanías como una recuerdo de haber visitado la parroquia, al mismo tiempo que les explican como es el laborioso proceso de fabricación y como se obtiene el producto final. Este trabajo, especializado en la zona de San Joaquín se considera laborioso, ya que deben adquirir la materia prima como achares y zuro, nombres con los que se conoce a los tallos de flora de la parentela de las poáceas, al terso que el bambú. Las plantas vienen de varios lugares del país como Molleturo (Azuay), Pallatanga (Chimborazo) y Zhoray (Cañar), luego deben dejar secar los tallos hasta que los mismos se encuentren ausentes de humedad, cuando se finaliza este proceso, proceden a cortar las láminas en diferentes tamaños y gorosores, dependiendo de la artesanía que se va a realizar, se sojuzga a las láminas a un final secado, o se las hierve en un caldo con colorante para teñirlas y así, secarlas nuevamente al sol. Finalmente, se procederá a desempeñarse el panel.

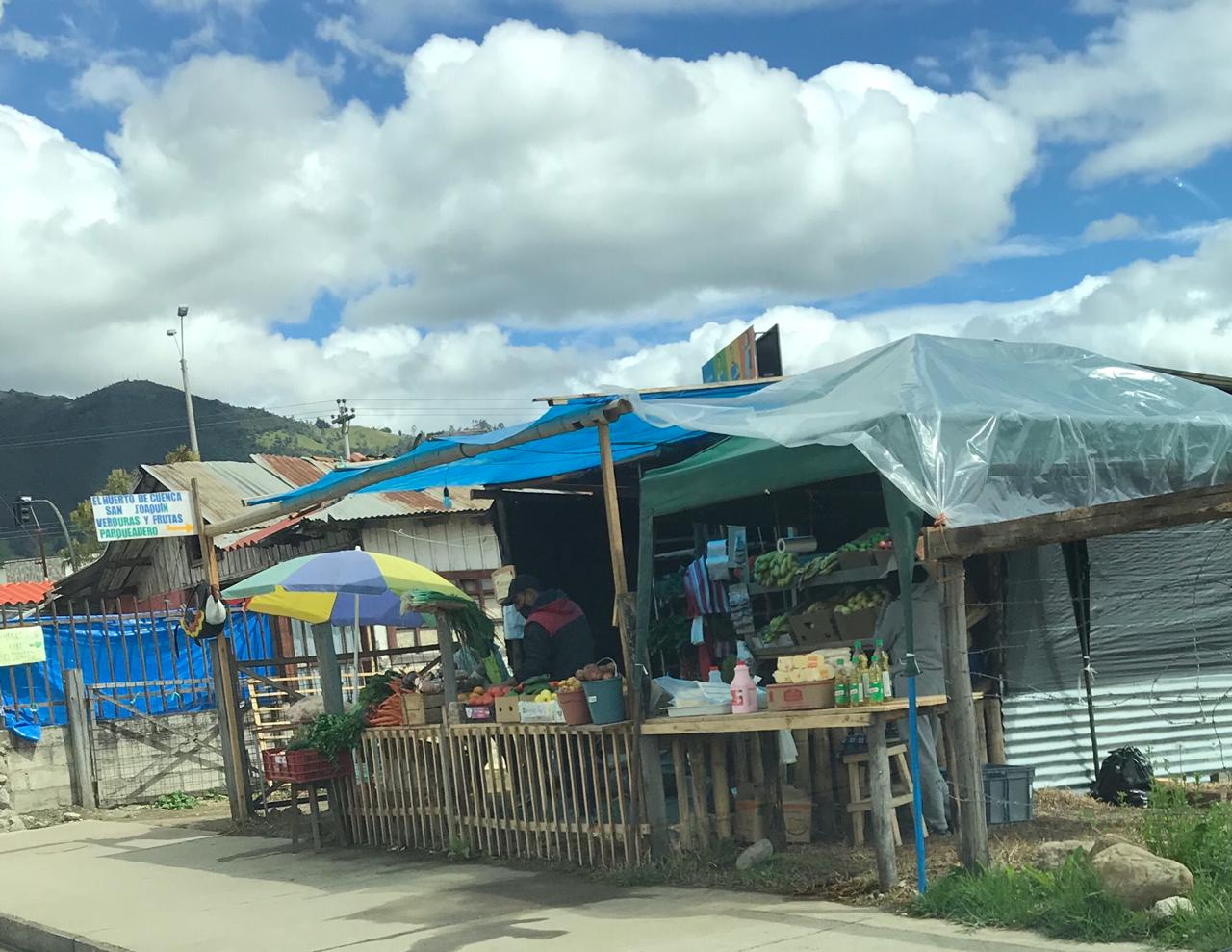
Puestos de venta de frutas y legumbres, parroquia San Joaquín. Cuenca - Ecuador

## Origen de la Horticultura
Antes de 1950 la agricultura de San Joaquín era una agricultura de autosubsistencia, con el policultivo de maíz y otros cultivos tradicionales, el cultivo de las hortalizas para los pobladores de la parroquia eran totalmente desconocidas. Un señor, de nombre Larrea era quien en su local ubicado en la calle Tarqui, les proveía de semillas a los habitantes de San Joaquín, el mismo que era el proveedor más grande en ese entonces, para posteriormente proveerlas el señor Manuel Guerrero directamente a los agricultores de San Joaquín. 
Otro actor importante en el desarrollo de la horticultura de San Joaquín fue el CREA (centro de Reconversión Económica del Austro), la misma que en un período corto a través de una oficina que implementó en San Joaquín con técnicos que introdujeron el uso de agroquímicos en la producción agraria.
Estos agentes sociales fueron los que motivaron algunas prácticas en la horticultura de San Joaquín, sin embargo los pobladores fueron desarrollando un modelo propio, con técnicas y acciones adaptadas a las condiciones socioeconómicas, culturales y biofísicas de la parroquia, que les ha permitido hacer sostenible este modelo agrario productivo.

La Asociación de Productores Agropecuarios, APAY, es una organización de familias rurales originarios de la Parroquia San Joaquín dedicadas a fomentar sistemas agroecológicos a través de la producción y liquidación de verduras y hortalizas orgánicas que son cultivadas en la parroquia. Los huertos de esta Asociación, supone revelar la creatividad y la particularidad con las que se manejan los procesos de siembra y labranza de los cultivos, los cuales están basados en la utilización óptima y máxima de los medios naturales que la parroquia ofrece.

## Gastronomía
La parroquia de San Joaquín se caracteriza por tener una amplia gastronomía en los diferentes restaurantes del sector, la misma que atrae a miles de turistas al lugar. 

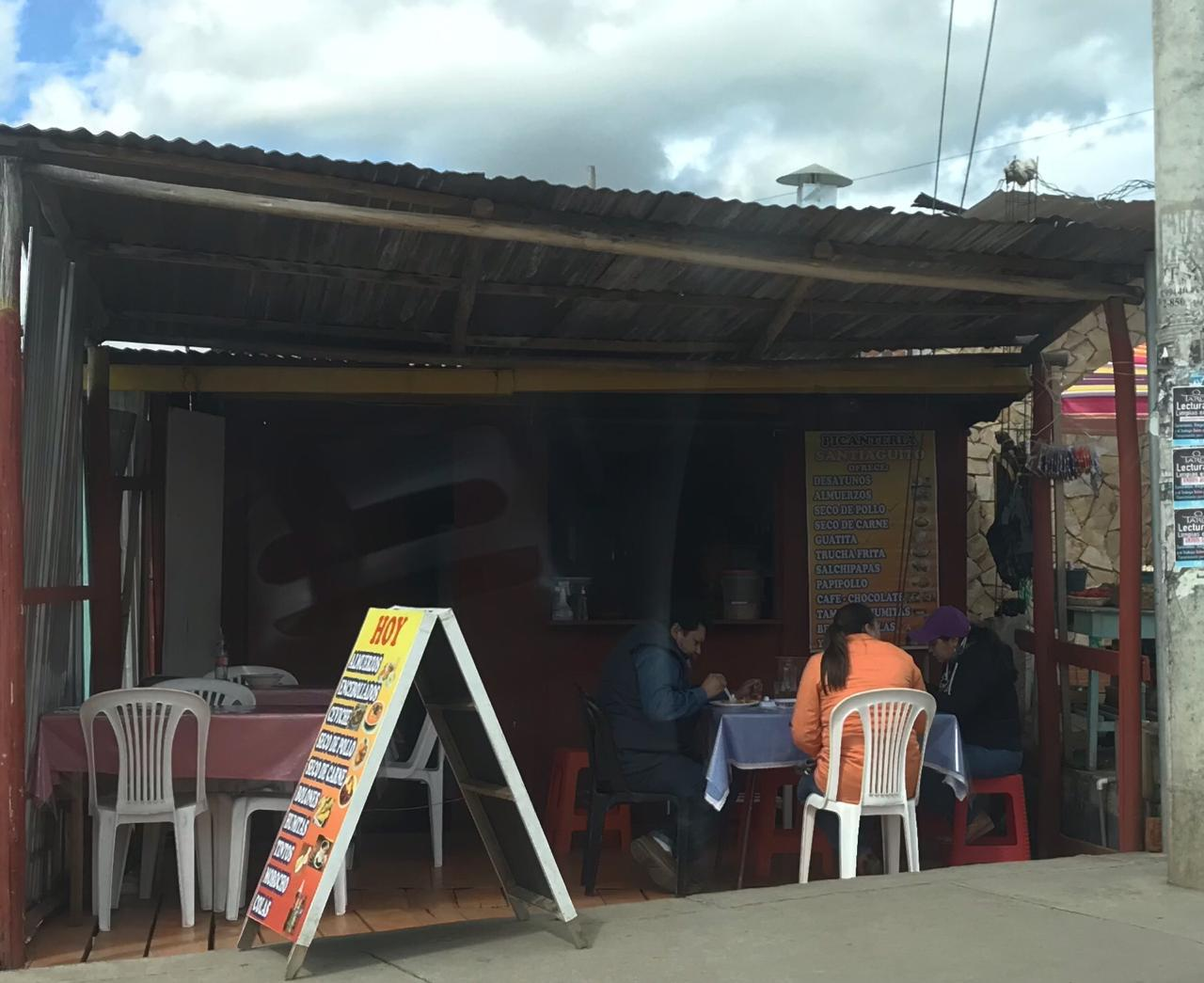
Picantería-Restaurante. San Joaquín-Ecuador

### Molinos de Chocolate "El Cisne"
El chocolate que producen es natural, sin químicos, conservantes o colorantes. La dueña de la fábrica es la señora Carmelina Cabrera, la fábrica es un negocio familiar cercana al pueblo de San Joaquín, ellos adquieren el cacao desde Naranjal. Una vez que las semillas están en su fábrica, ellos llevan a cabo procedimientos naturales para que su chocolate adquiera la característica natural que ofrecen.  Además un toque adicional a la presentación, es que al final la pastilla obtenida está en hojas de achira.

### Cuchichaquis
Los cuchichaquis son un preparado de maíz blanco, el cual debe estar pelado. Al momento de su preparación, al maíz se lo mezcla con manteca de chancho, queso y se los envuelve con hojas de huicundo, achira o del mismo maíz. 

### Ají de Pepa de Zambo
Es una salsa elaborada de manera artesanal con las pepas secas del zambo, las pepas son tostadas, se le agrega cilantro, cebolla blanca, sal al gusto, todo ese proceso se lo hace en un mortero de piedra. Esta salsa es muy utilizada para acompañar las papas chauchas o el cuy.

## Turismo

### Ecomuseo Yanuncay
Ecomuseo Yanuncay está ubicado en la comunidad la inmaculada, este museo cuenta con piezas creativas y muy parecidas a las de un cuento de ficción, se puede encontrar el tallado en madera de una gran variedad de piezas decorativas y creativas, entre las creaciones del artista David Pasaca se puede encontrar: aves, símbolos, mamíferos, reptiles, entre otros, además ha logrado rescatar la sencillez y sensibilidad de sus piezas y los diversos usos tales como: arte popular, símbolos religiosos, alfarería, etc. David Pasaca es el artista propietario de este ameno espacio, que con una perspectiva de amor, respeto a la naturaleza y la vida, crea figuras humanas y animales por medio de la hábil técnica de "tallar sobre madera", cabe recalcar que el artista adquiere sus materiales sin causar daño alguno al medio ambiente, pues su arte se destaca del trabajo que realiza en ramas caídas de los árboles o que han sido arrastradas por los ríos. Su trabajo tiene como uno de sus objetivos concientizar la importancia que conlleva el reciclar y que hay como hacerlo de maneras muy creativas que a la vez pueden ser representadas en grandes piezas de arte.

### Bíocorredor del Yanuncay
Es un proyecto que surge aproximadamente en el año 2000 como un incentivo para las comunidades de la parroquia para el manejo y gestión del turismo que también es visto como un recurso, es una ruta que tiene 30 kilómetros aproximadamente mismo que empieza en el sector de Campana Huaicoy termina en la comunidad de Soldados. Durante las caminatas se puede encontrar diversos atractivos como visitas a comunidades, degustación de platos típicos, realizar actividades como tejido y cultivo de huertos, actividades deportivas como ciclismo, senderismo, paseos a caballo o pesca deportiva. A lo largo del camino se puede disfrutar de los paisajes que la parroquia ofrece, los cuales están conformados de montañas o de antiguos puentes de madera que atraviesan el río.